# The Specials
The Specials (občas také The Special AKA) byli anglická 2 tone a ska skupina, která vznikla v roce 1977 v Coventry. Po několika raných změnách sestavy se první stabilní formace skládala z Terryho Halla a Nevilla Staplea (zpěv), Jerryho Dammerse (klávesy), Lynvala Goldinga a Roddyho Radiationa (kytary), Horace Pantera (baskytara), Johna Bradburyho (bicí) a Dick Cuthella a Rica Rodrigueze (dechy). Kapela nosila mod stylizované „rude boy obleky z 60. let“ (klobouky pork pie, obleky z toniku a mohéru a mokasíny). Jejich hudba kombinuje taneční rytmy ska a rocksteady s energií a postojem punku. Textově (často psané hlavním autorem Dammersem) jejich tvorba otevřeně komentovala politická a sociální témata.
V roce 1980 jejich EP The Special AKA Live! se skladbou „Too Much Too Young“ v čele dosáhla na 1. místo britské singlové hitparády. V roce 1981 se na první místo v Británii dostal i singl s tématem recese „Ghost Town“.
Po sedmi po sobě jdoucích britských singlech v Top 10 mezi lety 1979 a 1981 hlavní zpěváci Hall a Staple spolu s kytaristou Goldingem odešli a založili kapelu Fun Boy Three. Pod názvem „The Special AKA“ (který často používali už na dřívějších nahrávkách) pokračovala výrazně obměněná sestava s novým materiálem až do roku 1984, včetně britského Top 10 hitu „Free Nelson Mandela“. Poté zakladatel Jerry Dammers kapelu rozpustil a začal se věnovat politickému aktivismu.
Skupina se znovu dala dohromady v roce 1993 a pokračovala v koncertování a nahrávání v různých sestavách — žádná z nich už nezahrnovala Dammerse — až do smrti Terryho Halla v prosinci 2022.

## Diskografie
V závorce je rok vydání alba.
- Specials (1979)
- More Specials (1980)
- In the Studio (1984)
- Today's Specials (1996)
- Guilty 'til Proved Innocent! (1998)
- Skinhead Girl (2000)
- Conquering Ruler (2001)
- Encore (2019)